# Vajra Chandrasekera
Vajra Chandrasekera (singhalesisch වජ්‍ර චන්ද්‍රසේකර; * 17. August 1979) ist ein Fantasy-Schriftsteller aus Sri Lanka.

## Leben und Werk
Chandrasekera wurde in Colombo, Sri Lanka geboren. Sein Vater war als Schriftsteller tätig und unterstütze Vajra Chandrasekera in seinen Ambitionen ebenfalls zu schreiben. Seine erste Geschichte wurde dementsprechend in einer Zeitung veröffentlicht, als er erst 12 Jahre alt war.
Aufmerksamkeit in der internationalen Literaturszene erlangte er nachdem 2012 sein Gedicht Jörmungandr in der kanadischen Literaturzeitschrift Ideomancer publiziert wurde.
2023 wurde sein Roman The Saint of Bright Doors mit dem Nebula Award for Best Novel, dem Locus Award, dem Ignyte Award, sowie dem Crawford Award ausgezeichnet. Der Roman spielt in einer fiktiven Stadt und folgt einem Mann, der bereits als Kind dazu ausgebildet wurde später das Oberhaupt einer spirituellen Bewegung zu ermorden. Kritiker benannten vererbte, religiöse und politische Traumata sowie die Natur des Gedächtnisses und wie dieses missbraucht werden kann als zentrale Themen des Werks.
Amal El-Mohtar von der New York Times bezeichnete es 2023 als das beste Buch, das sie das ganze Jahr über gelesen habe.
2024 erschien sein zweiter Roman Rakesfall.